# Charpentier (adelsätt)
Charpentier ([∫arpantjeː]; franskt uttal: [∫aʁpɑ̃tjɛ]
 ( lyssna)) är en svensk och finsk adelsätt, ursprungligen från Normandie i Frankrike, känd sedan tidig medeltid.[källa behövs]

## Historia
En släktmedlem, Toussaint de Charpentier (1611–1683), gick i svensk krigstjänst 1630 eller 1631 och avancerade till överstelöjtnant vid Åbo läns infanteriregemente. Han erhöll svenskt adelskap år 1664 och introducerades på Riddarhuset 1668 under nummer 765. År 1683 avled han på sitt säteri Hahkiala i Tavastland, Finland. Ätten utslocknade på svärdssidan 1782 med generallöjtnanten friherre Claes Robert Charpentier.[källa behövs]

## Förgreningar
Den yngre grenen härstammar på svärdssidan från en sedan 1300-talet dokumenterad släkt Le Cler (Le Clere, Le Claire), bosatt i Spanska Nederländerna med medlemmar boende i hertigdömet Brabant och furstbiskopsdömet Liège. En släktmedlem, gjutmästaren och sedermera järnhandlaren Thomas Le Cler (Le Clere), född i staden Liège, inflyttade till Sverige omkring 1650 och erhöll burskap i Stockholm där han avled 1676. Två av hans sonsonssöner adlades 1773 och adopterades samma år i ätten Charpentier av sin morbror Claes Robert Charpentier. Till denna ätt hör även socialantropologen Carl-Johan Charpentier.[källa behövs]
Släkten är adlig även i Finland och introducerad på Finlands Riddarhus med nummer 64. De nu i Sverige och Finland bosatta ätterna Charpentier härstammar på svärdssidan i rakt nedstigande led från Thomas Le Cler.[källa behövs]